# Ui (bouwkunst)
Een ui is een spits toelopende, bolvormige bekroning van een toren, veelal een kerktoren.
De ui kan opengewerkt zijn of gesloten en bekleed met dakbedekking (bijvoorbeeld met leisteen of hout). Boven op de ui staat vaak een kruis of een windhaan.
Veel beroemde uienkoepels zijn te vinden in Rusland, waar zij het meest voorkomen in de traditionele kerkgebouwen (Russisch: луковичная глава, loekovitsjnaja glava, letterlijk uienhoofd); deze bouw komt ook voor in Oost-Europa en het Midden-Oosten.
In het Duitse taalgebied komen veel gebouwen voor, vooral kerkgebouwen, die torens met uivormige koepels hebben. Veel van deze koepels dateren uit de tijd van de barok, de 17e of 18e eeuw. De meeste van dit soort koepels staan in Zuid-Duitsland, en in aangrenzende streken in Zwitserland en  Oostenrijk. Gebruikelijke benamingen in de Duitse taal hiervoor zijn: Zwiebelturm en Welsche Haube. Dit laatste betekent  ongeveer: buitenlandse  muts, kap. De herkomst van deze, zeer veel gebruikte, Duitse  vakterm is onbekend.

## Voorbeelden

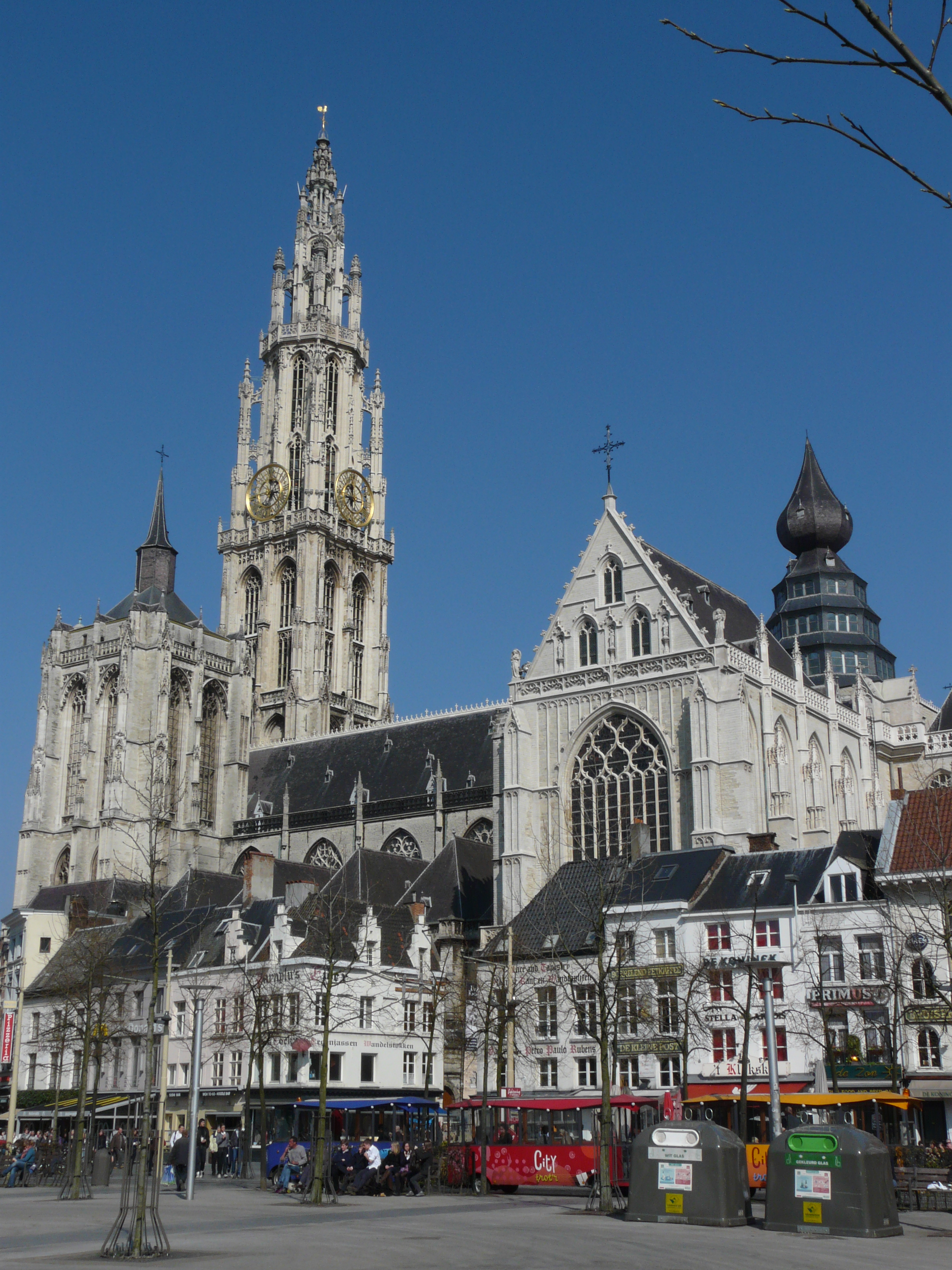
Groenplaats in het centrum van Antwerpen

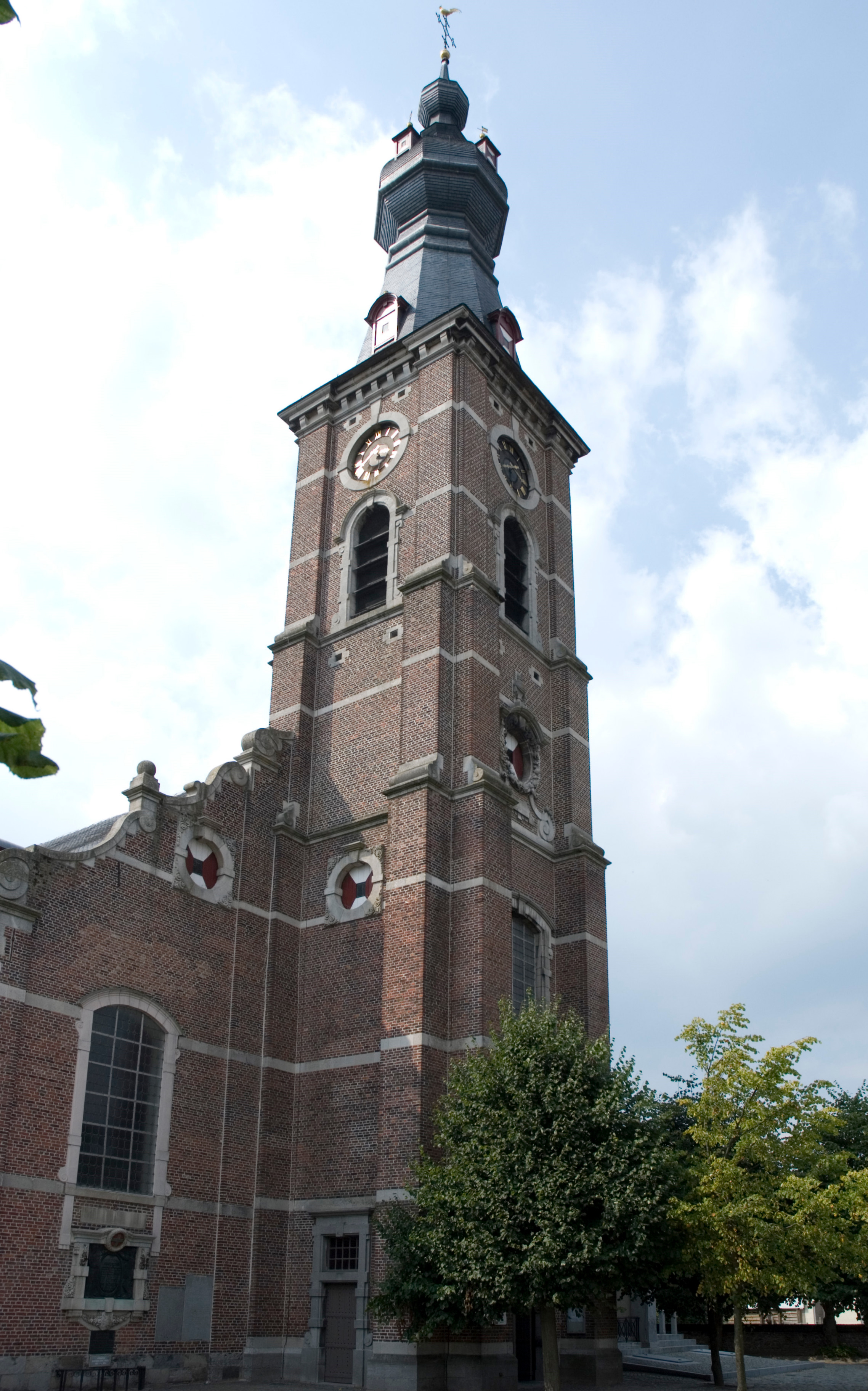
De Sint-Petrus- en Pauluskerk te Hansbeke

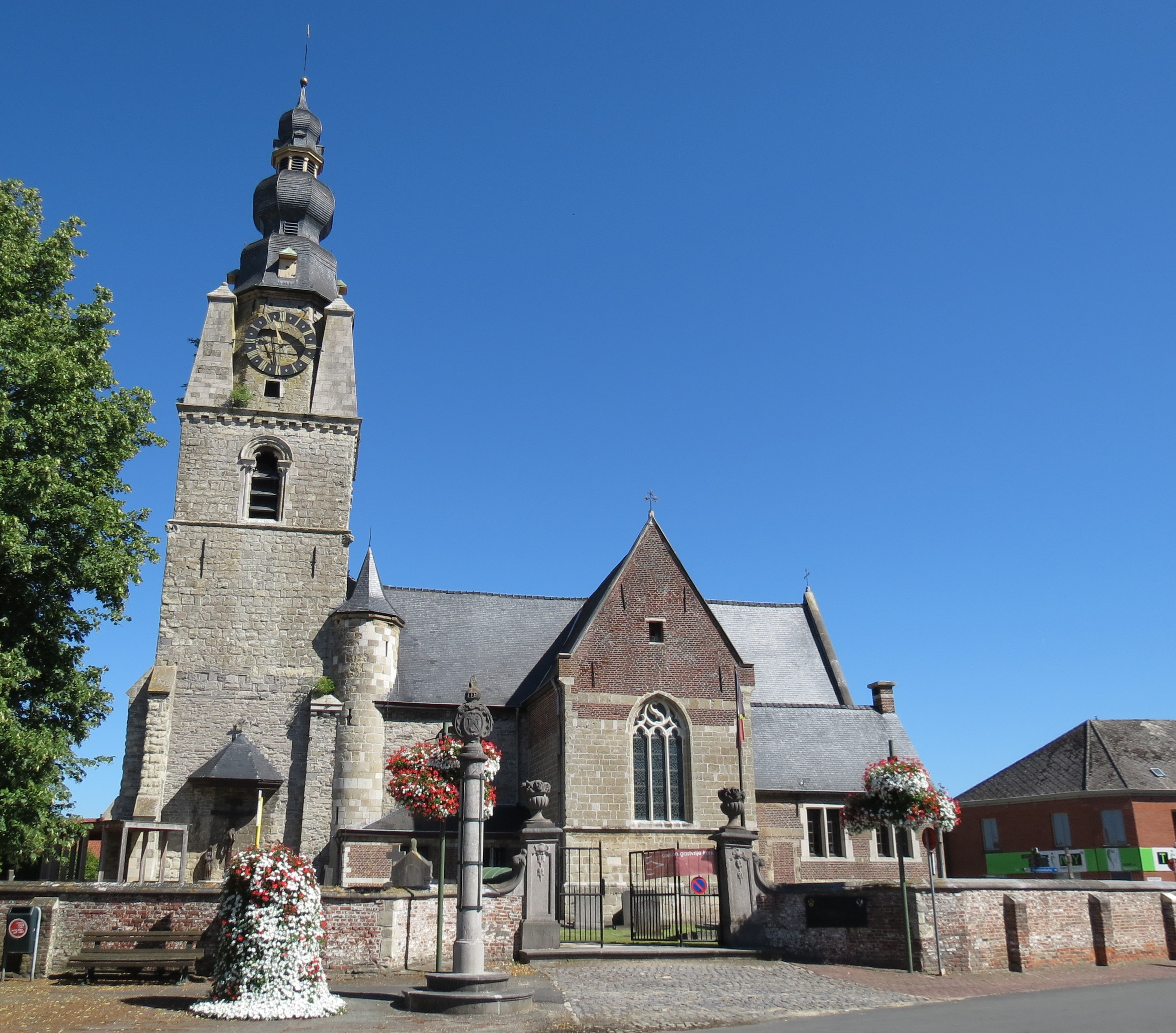
De Sint-Aldegondiskerk te Mespelare

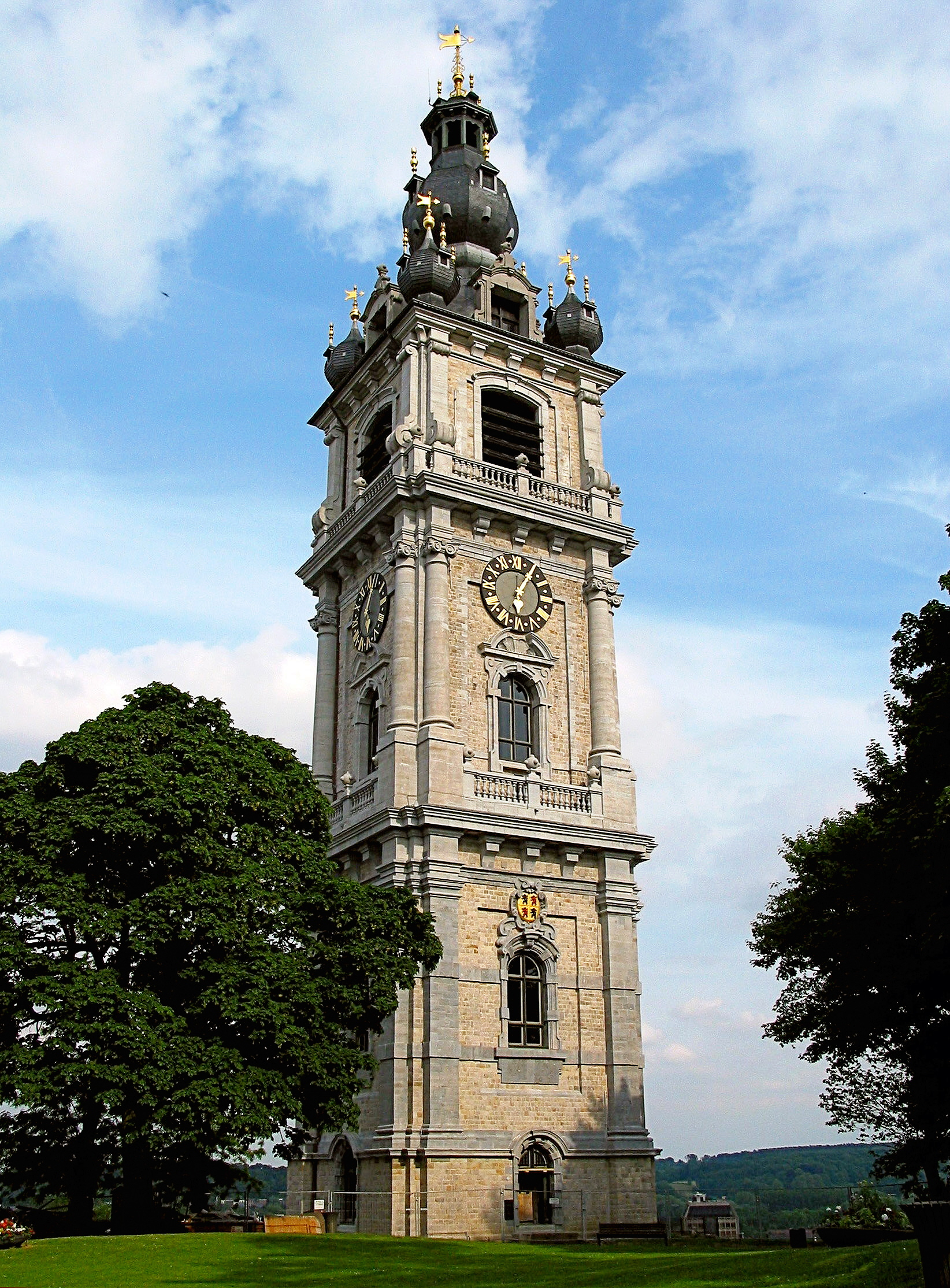
Belfort van Bergen

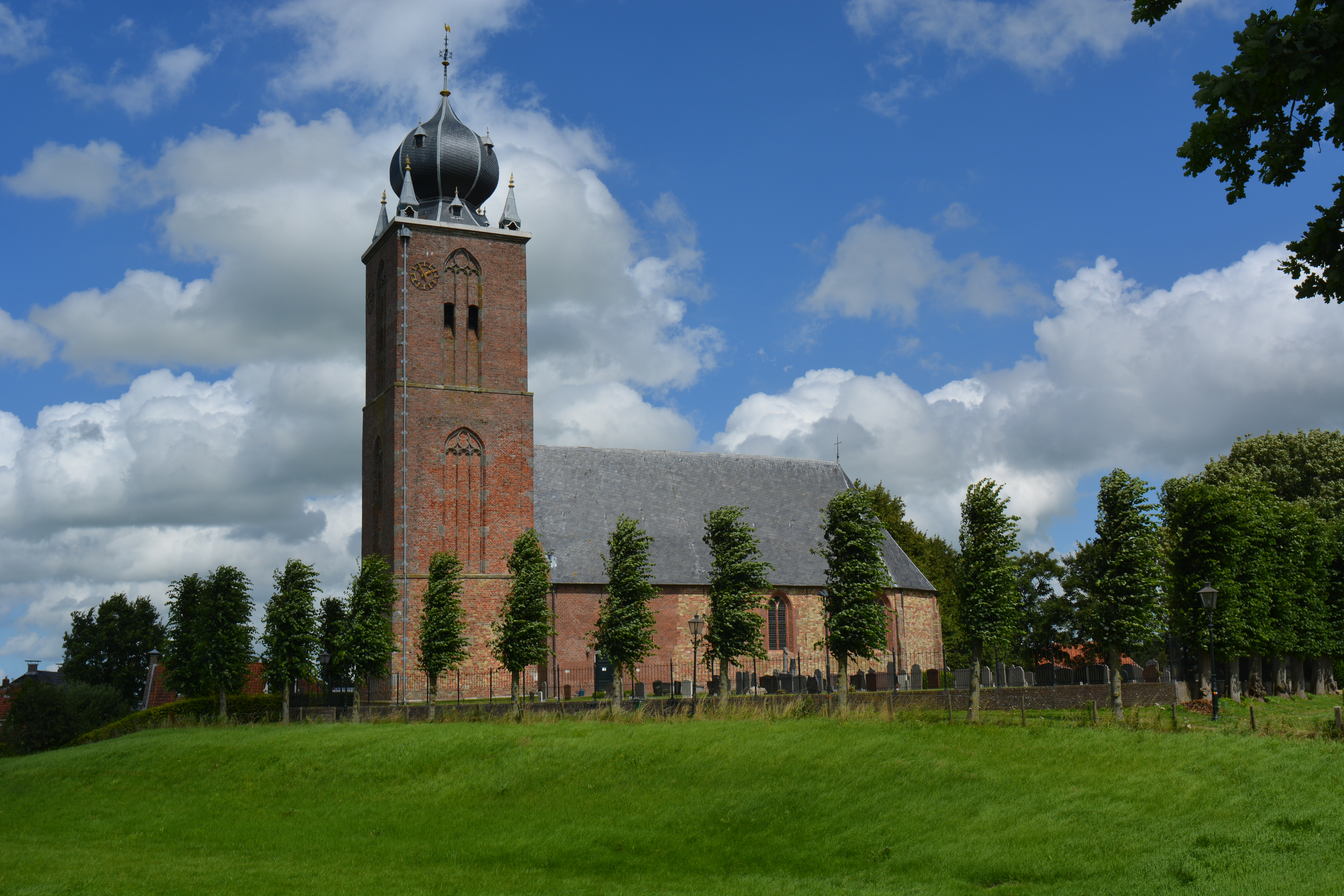
Johannes-de-doperkerk Deinum

### België
Religieuze bouwwerken
- Antwerpen: Onze-Lieve-Vrouwekathedraal
- Chevetogne (provincie Namen): klooster
- Hoogstraten (provincie Antwerpen): Sint-Katharinakerk
- Lierneux (provincie Luik): Sint-Andreaskerk
- Hansbeke: Sint-Petrus en Pauluskerk
- Mespelare: Sint-Aldegondiskerk
- Dinant: Collegiale kerk Onze-Lieve-Vrouw van Dinant
- Sint-Truiden: Basiliek van Onze-Lieve-Vrouw van Kortenbos
- Herentals: Begijnhofkerk (Herentals)
- Baasrode: Sint-Ursmaruskerk (Baasrode)

Andere bouwwerken
- Belfort van Namen
- Belfort van Gembloers
- Belfort van Bergen
- Kasteel van Chimay
- Kasteel van Havré
- Kasteel van Arenberg

### Luxemburg
- Hachiville (Clervaux): Sint-Martinuskerk
- Troisvierges (Clervaux): Sint-Andreaskerk
- Koerich: Sint-Remigiuskerk
- Bettel: Sint-Hubertuskerk
- Mondercange: Sint-Willibrorduskerk

### Nederland
Religieuze bouwwerken
- Amersfoort (Utrecht): Constantinianum
- Barneveld (Gelderland): Oude kerk
- Boxtel (Noord-Brabant): Sint-Petrusbasiliek
- Chaam (Noord-Brabant): Antonius Abtkerk
- Deinum (Friesland): Sint Janskerk
- Dwingeloo (Drenthe): Sint-Nicolaaskerk
- Haarlem (Noord-Holland): Grote of Sint-Bavokerk
- 's-Hertogenbosch (Noord-Brabant): Sint-Janskathedraal
- Houthem (Limburg): Sint-Martinuskerk
- Kerkrade (Limburg): Sint-Jozefkerk
- Leende (Noord-Brabant): Sint-Petrus'-Bandenkerk
- Maastricht (Limburg): Sint-Lambertuskerk (uivormige koepel)
- Noordwolde (Groningen): Kerk van Noordwolde
- Oostvoorne (Zuid-Holland): Hervormde kerk
- Spaubeek (Limburg): Onze-Lieve-Vrouw-Sterre-der-Zeekapel
- Venlo (Limburg): Sint-Martinusbasiliek
- Wijlre (Limburg): Sint-Gertrudiskerk
- Workum (Friesland): Grote- of Sint-Gertrudiskerk
- Vlissingen (Zeeland): Grote of Sint-Jacobskerk
- Zoetermeer (Zuid-Holland) Nicolaaskerk

Andere bouwwerken
- Bergen op Zoom (noord-Brabant): Markiezenhof
- Doorwerth - Kasteel Doorwerth
- Franeker (Friesland): Martenastins
- Leeuwarden (Friesland): Princessehof
- Marssum (Friesland): Poptaslot
- Nuth (Limburg): - Kasteel Reymersbeek
- Veere - Stadhuis

In Noord-Nederland worden de uivormige bekroningen op de torens van sommige staten, borgen en kerken 'siepel' genoemd.

### Frankrijk
- Sint-Michielskerk, Berlaimont, Frankrijk
- Sint-Wasnulfuskerk, Condé-sur-l'Escaut, Frankrijk
- Sint-Naborabdij, Saint-Avold, Frankrijk
- sint-Jacob-de-Meerderekerk, Bertrimoutier, Frankrijk
- Sint-Catharinakerk, Provenchères-sur-Fave, Frankrijk
- Sint-Mauritiuskerk, Freyming-Merlebach, Frankrijk
- Sint-Jan-de-Doperkerk, Megève, Frankrijk
- Sint-Quirinuskerk, Saint-Quirin, Frankrijk
- Onze-Lieve-Vrouwekerk, Remiremont, Frankrijk
- Sint-Wendelinuskerk, Diebling, Frankrijk
- Kathedraal van Sint-Dié, Saint-Dié-des-Vosges, Frankrijk
- Sint-Stephanuskerk, Boulay-Moselle, Frankrijk
- Parochiekerk, Domjevin, Frankrijk
- Abdij van Ebersmunster (Ebersmunster, Frankrijk)
- Sint-Franciscus-de-Saleskerk, Bozel, Frankrijk

### Zwitserland
- Parochiekerk Sint-Nikolaas, Sankt Niklaus (Wallis), Zwitserland

### Italië
- Santa Sofiakerk, San Vero Milis (Italië)

### Oostenrijk
- Kasteel van Gmunden, Oostenrijk
- Martinstoren Bregenz, Oostenrijk
- Sint-Michaelkerk, Thierbach, Oostenrijk
- Sint-Leonardkerk, Mittersill, Oostenrijk

### Duitsland
- Sint-Laurentius parochiekerk, Ehingen, Duitsland
- Sint-Maria Magdalenakerk, Gernsheim, Duitsland
- Parochie- en pelgrimskerk, Ramersdorf-Perlach, (München), Duitsland
- Parochiekerk Großbardorf, Duitsland
- Frauenkirche (München)
- Kasteel te Delitzsch, waarvan de toren in 1695 voorzien werd van een grote Welsche Haube

### Denemarken
- Nørup Kirke, Vejle, Denemarken

## Fotogalerij

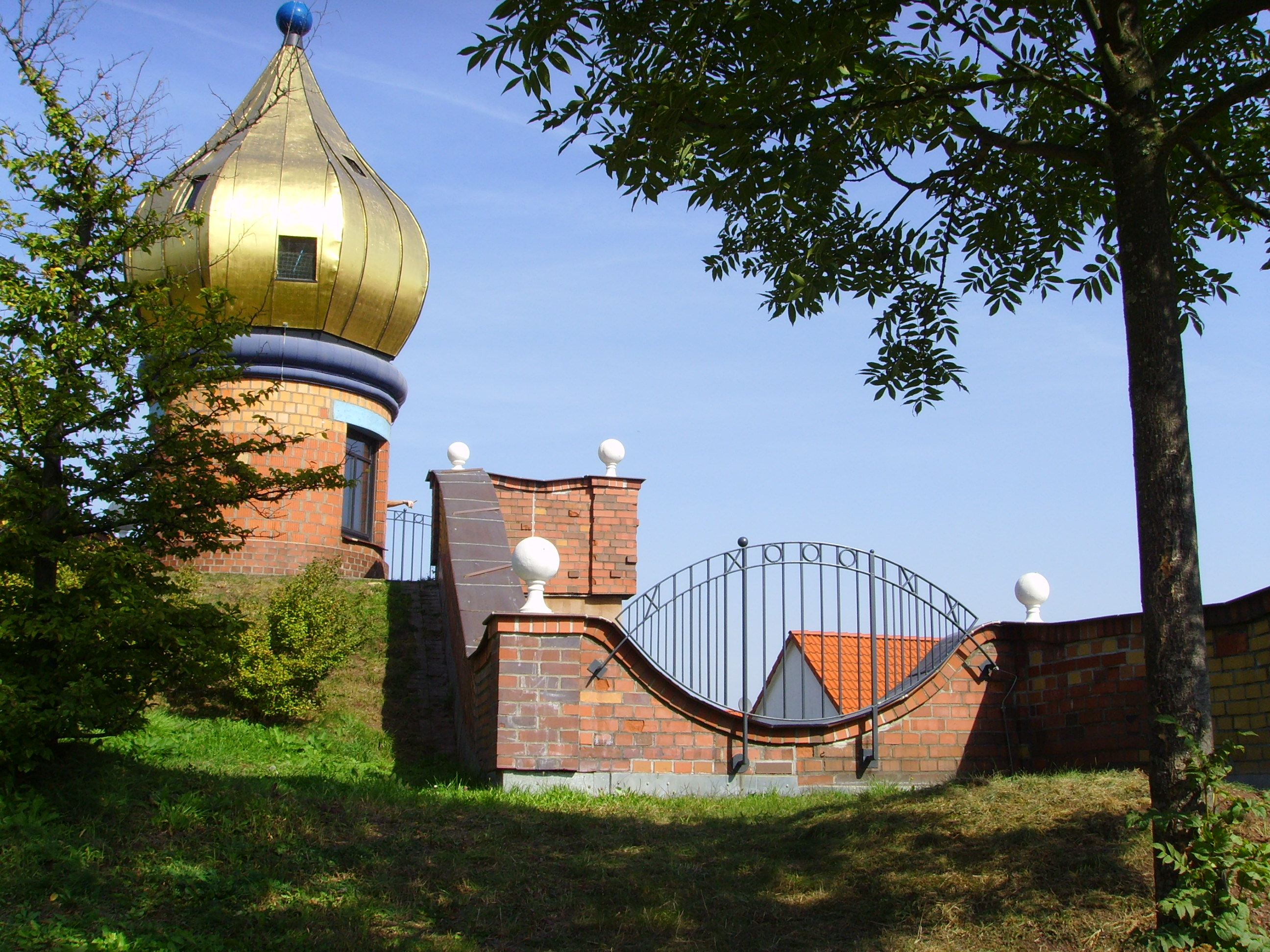
Een ui op een toren, kleuterschool te Frankfurt am Main, ontwerp Friedensreich Hundertwasser
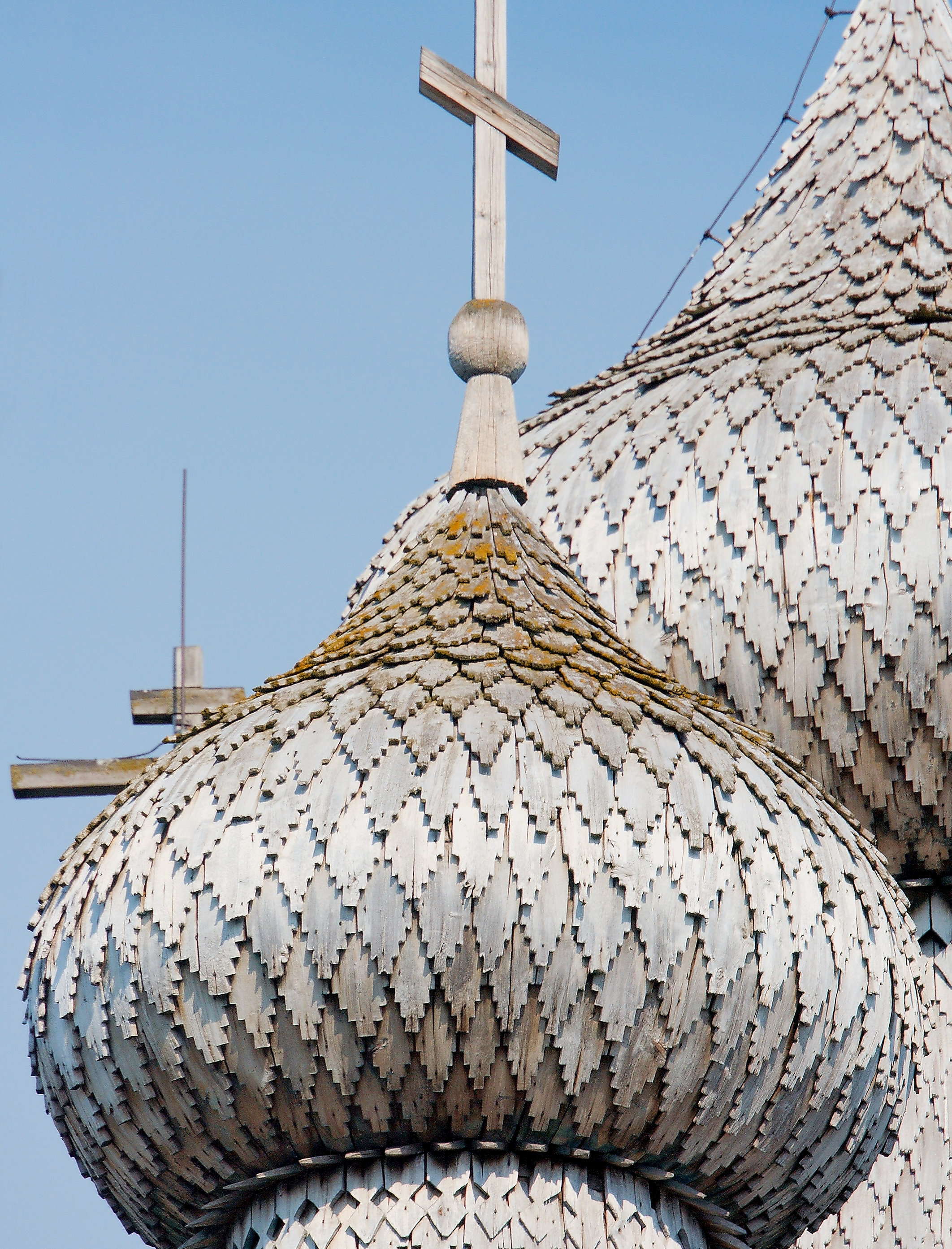
Transfiguratiekerk in Kizji
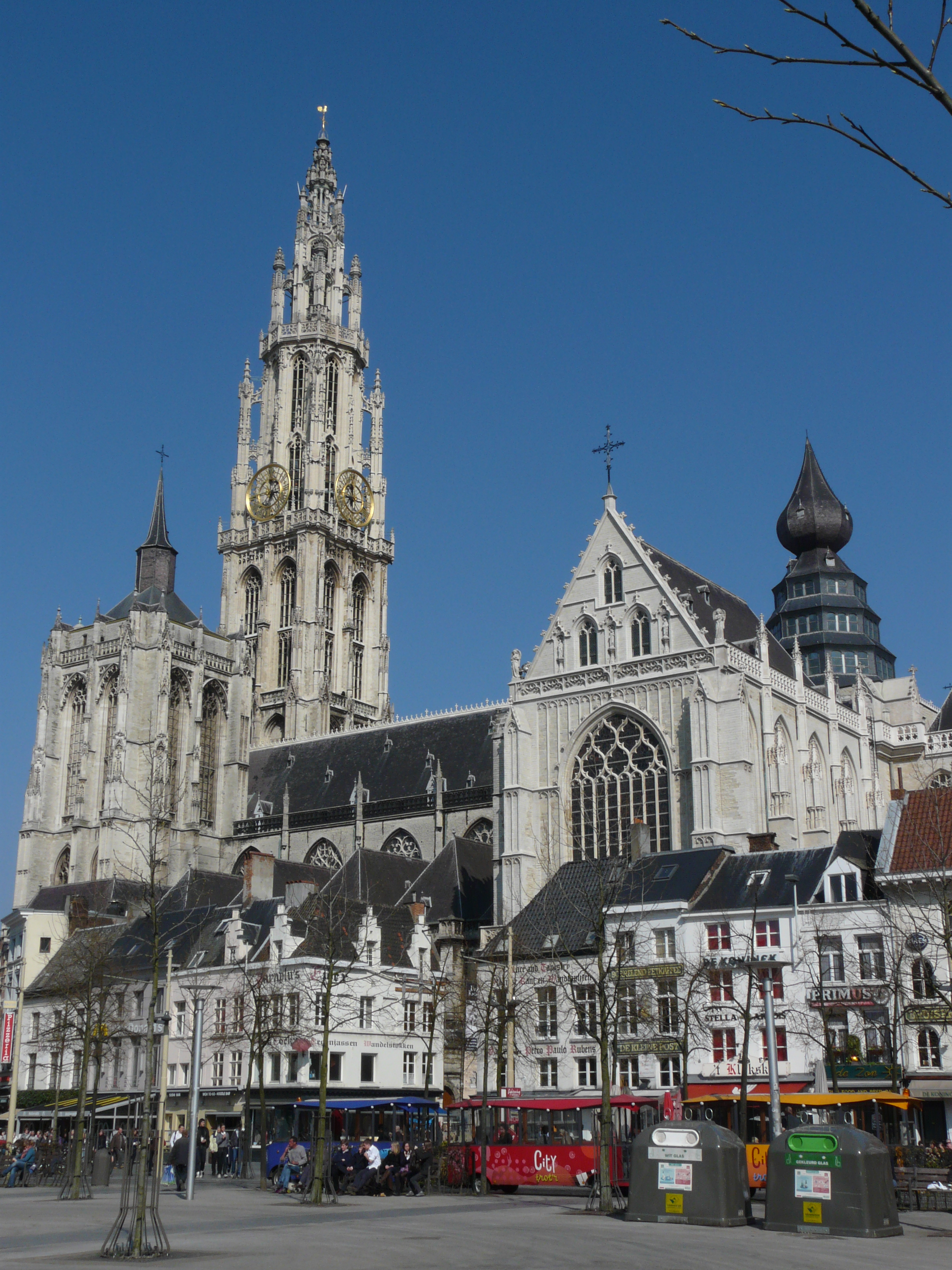
Onze-Lieve-Vrouwekathedraal van Antwerpen
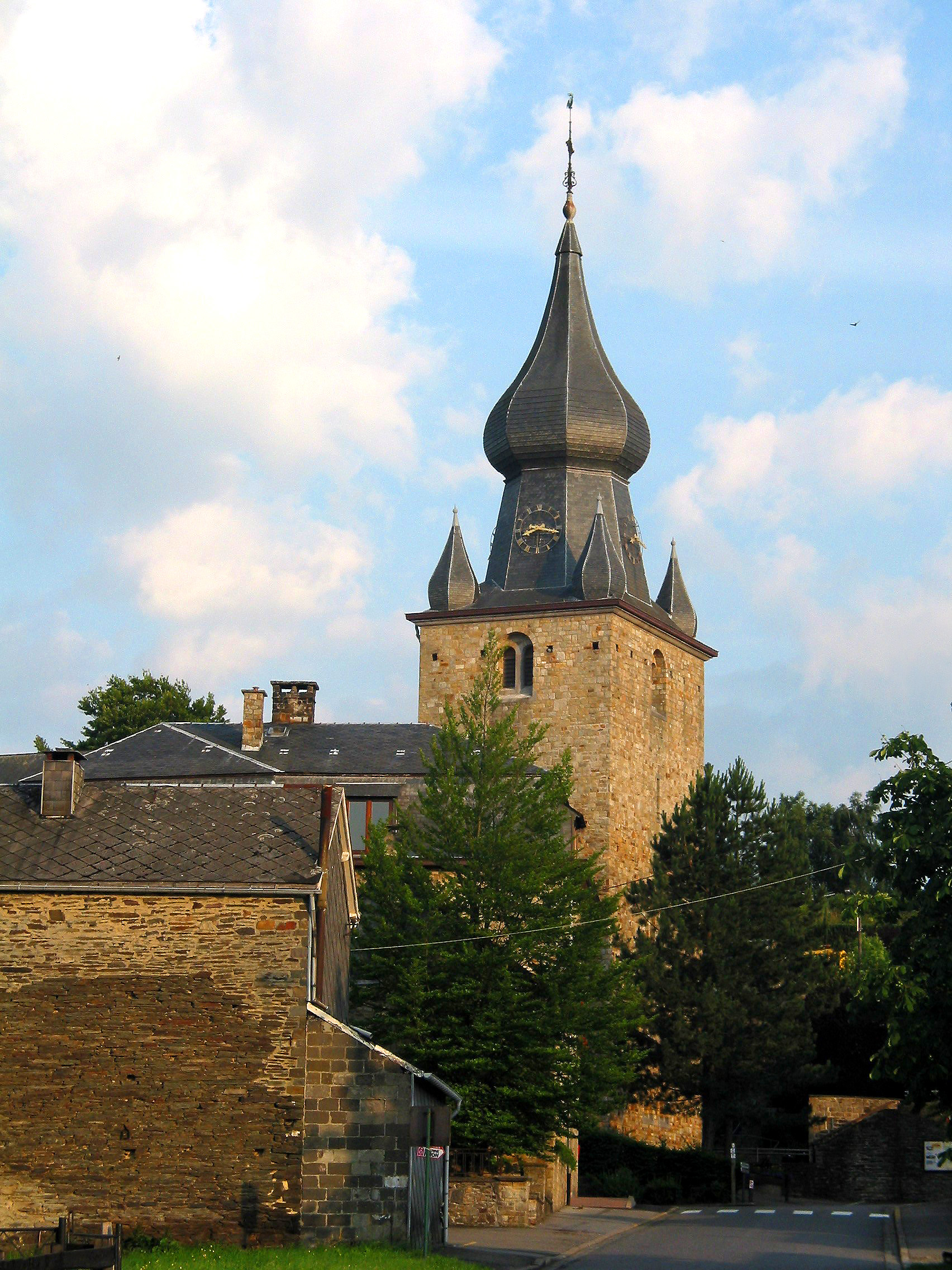
De kerk van Lierneux
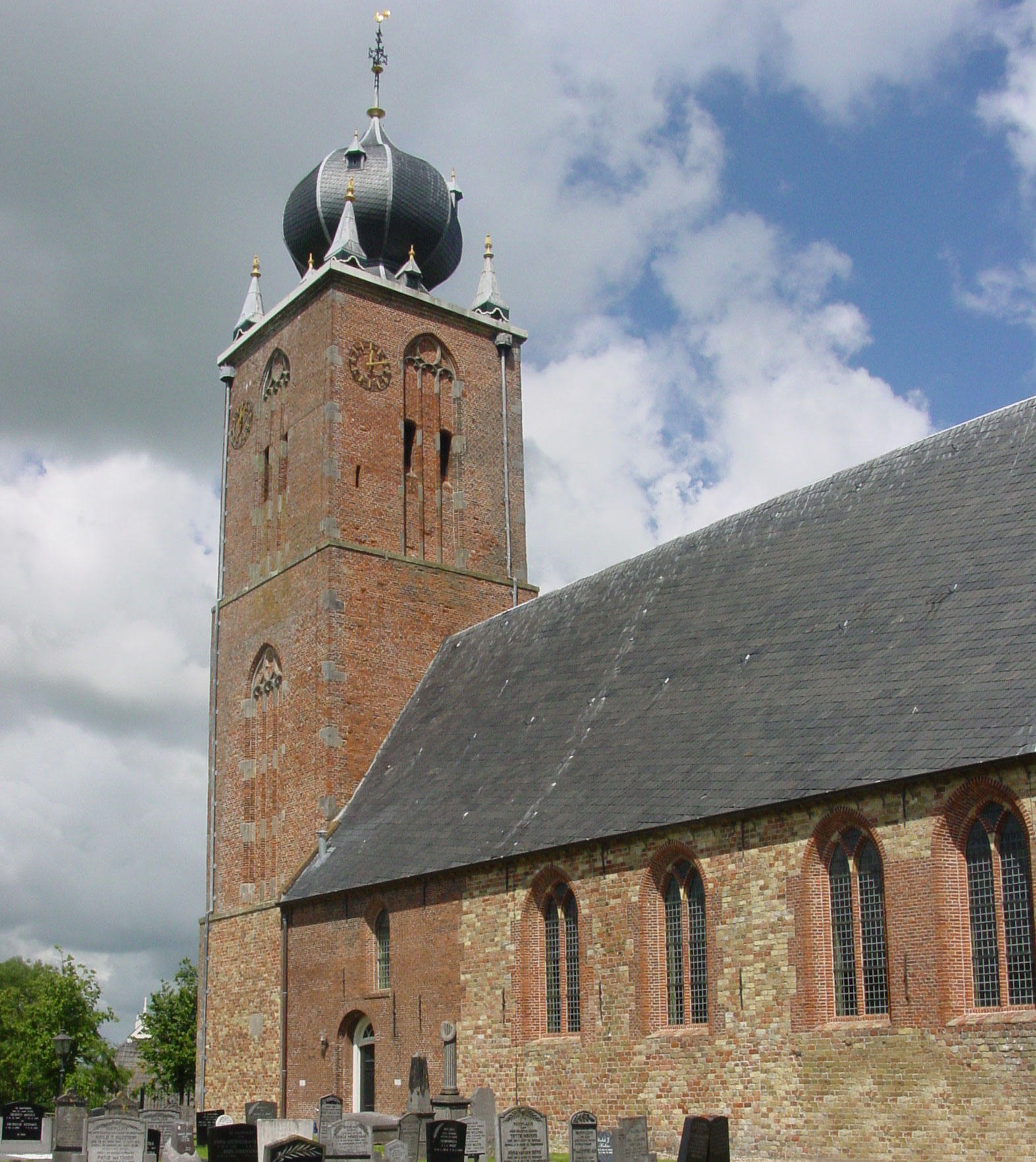
Kerk van Deinum: "Yn Deinum stiet in sipel op 'e toer" (uit het Fries)
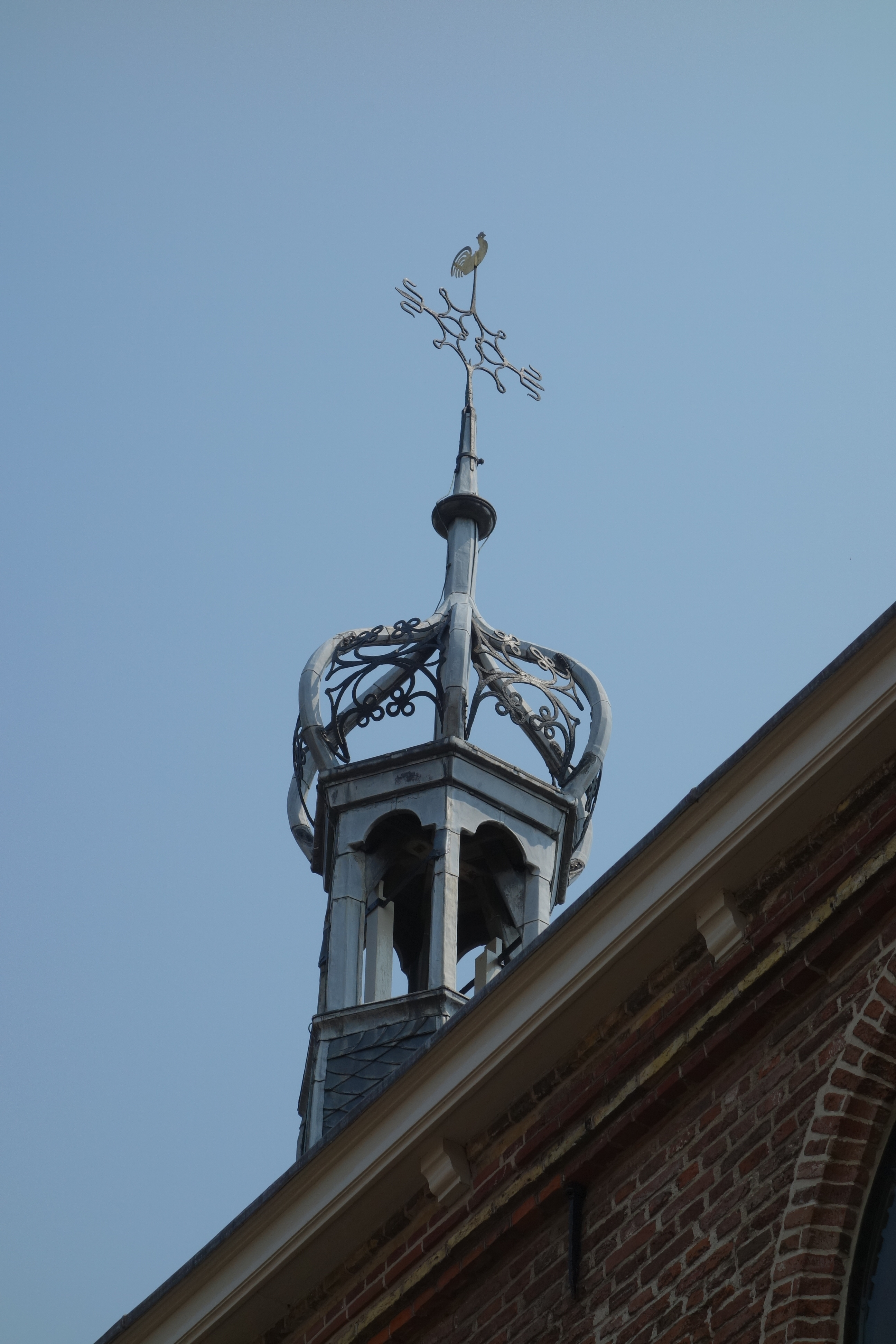
Dakruiter met opengewerkte ui van de Ceciliakapel in Hoorn
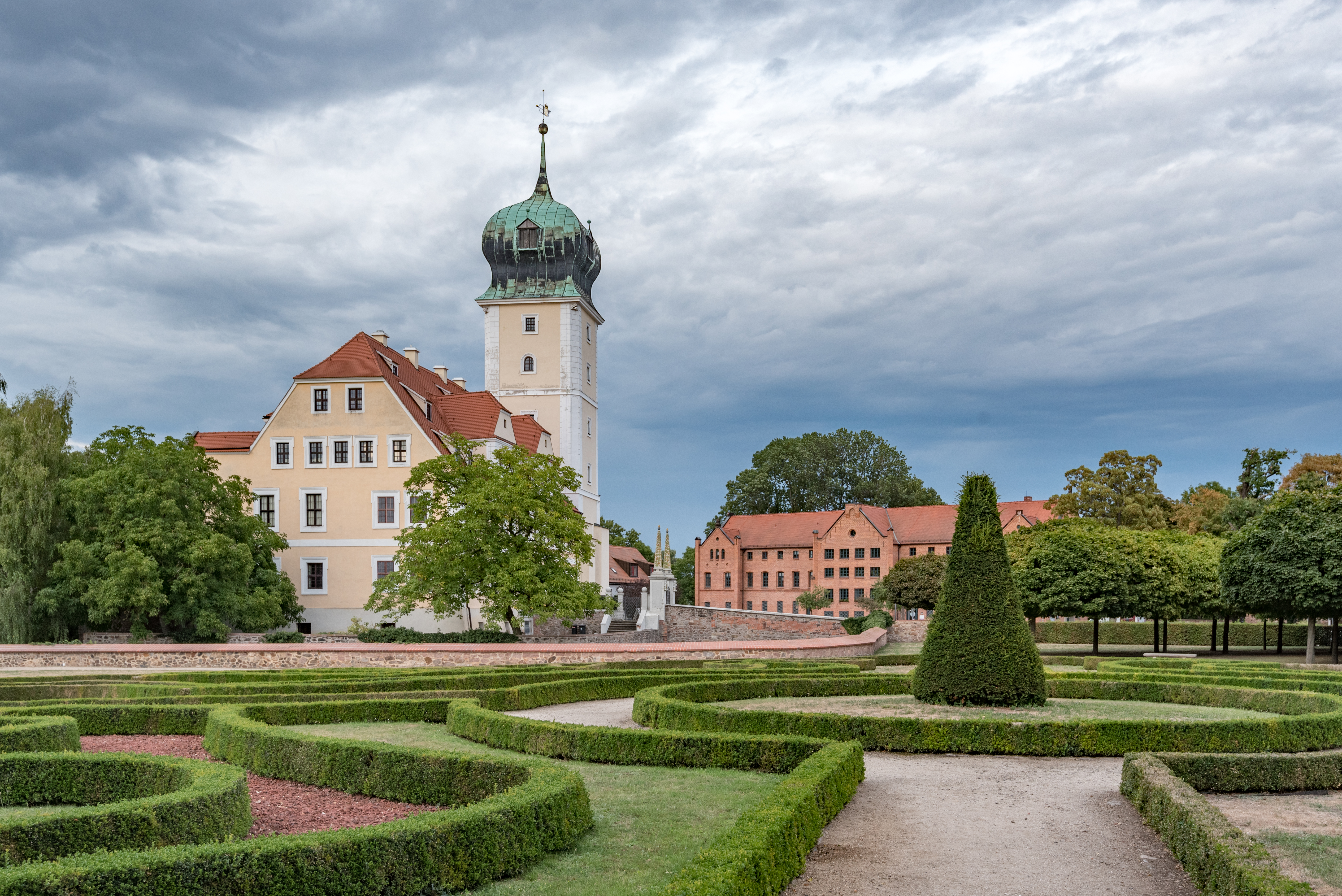
Kasteel Delitzsch
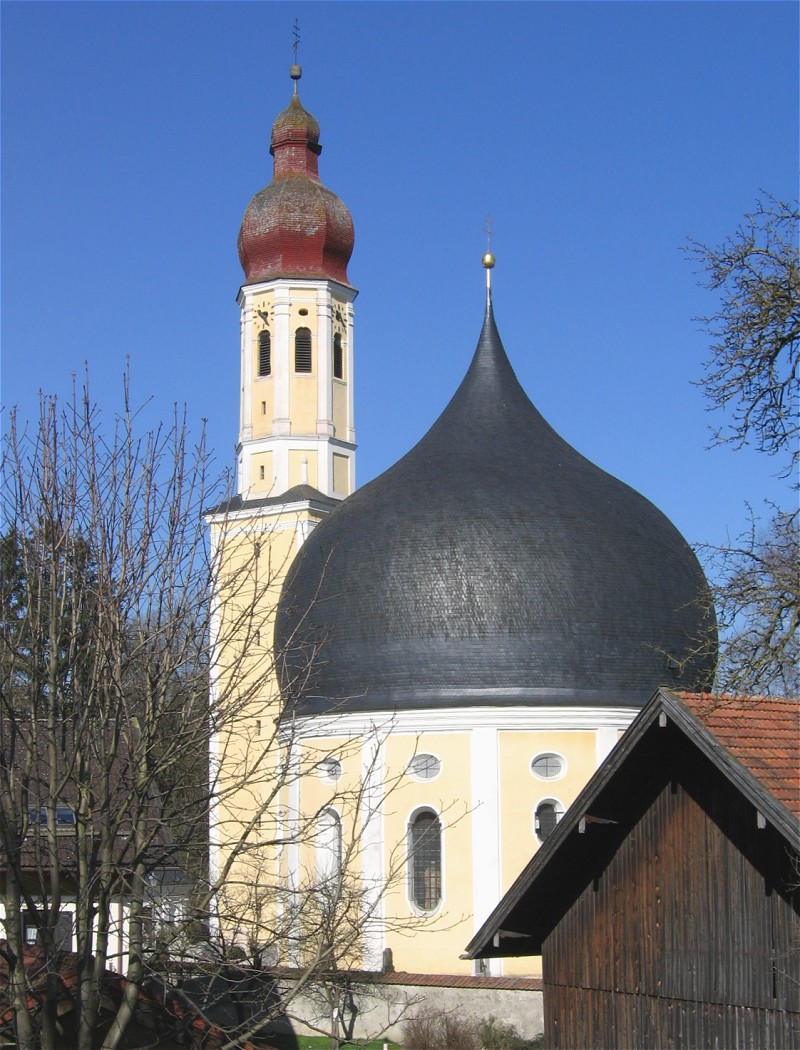
R.K. kerk te Westerndorf am Wasen, bij Rosenheim (Beieren)